# 海伦·里索
海伦·里索（英語：Helen Resor，1985年10月18日—），美国女子冰球运动员，场上位置是后卫。她曾代表美国国家队参加2006年冬季奥林匹克运动会冰球比赛，获得一枚铜牌。